# 22544 Сарарапо
22544 Сарарапо (22544 Sarahrapo) — астероїд головного поясу, відкритий 24 березня 1998 року.
Тіссеранів параметр щодо Юпітера — 3,614.